# Wiener Stadthalle
|  |

Sala Orașului Viena (în germană Wiener Stadthalle), situată în Roland Rainer Platz 1, este un complex multifuncțional din Viena, Austria. Complexul este situat în vestul orașului, la aproximativ 5 minute de gara Wien Westbahnhof și la aproximativ 15 minute de centrul orașului, lângă stațiile de transport public Vogelweidplatz/Stadhalle, Gablenzgasse, Moeringgasse, Burgasse, Burgasse/Stadhalle și Urban Loritz Platz deservite de mijloacele de transport ale operatorului Wiener Linien.
Complexul multifuncțional, inaugurat pe 21 iunie 1958, a fost proiectat de către arhitectul Roland Rainer. Construit între 1954 și 1958, a necesitat excavarea a 110 000 m3 de pământ și utilizarea a 27 t aluminiu, 11 500 t ciment și 440 000 cărămizi. La inaugurare complexul era compus din sălile A, B, C și D. Sala A (în germană Halle A) are o suprafață de 540 m2, măsoară 30 m x 18 m și poate găzdui 550 spectatori la evenimente sportive și 280 oameni la festivități. Sala B (în germană Halle B) are o suprafață de 1 800 m2, măsoară 60 m x 30 m și poate găzdui 2 000 spectatori la evenimente sportive și 870 oameni la festivități. Sala C (în germană Halle C), găzduiește un patinoar, are o suprafață de 1 829 m2, măsoară 59 m x 31 m și poate găzdui 840 spectatori la evenimente sportive și 560 oameni la festivități. Sala D (în germană Halle D), are o suprafață de 4 968 m2, măsoară 92 m x 54 m și poate găzdui 10 741 spectatori la evenimente sportive, maxim 16 000 spectatori la concerte și 1 900 oameni la festivități. În 1974 complexul a fost extins cu construcția unei clădiri, Stadthallenbad, care adăpostește trei bazine de înot și poate găzdui 800 spectatori. Sala E (în germană Halle E), inaugurată în 1994, are o suprafață de 1 250 m2, măsoară 50 m x 25 m și poate găzdui 1 379 spectatori la evenimente sportive și 550 oameni la festivități. În 2006, complexul multifuncțional a fost extins pentru a treia oară cu construcția sălii F, proiectată de către biroul Dietrich/Untertrifaller Architekten și care a costat 33 000 000 euro. Sala F (în germană Halle F), are o suprafață de 5 005 m2, măsoară 68,2 m x 73,4 m și poate găzdui 2 000 spectatori la evenimente sportive și 550 oameni la festivități. În interiorul complexului sunt deschise o cafenea și un restaurant. În apropiere de complex sunt disponibile două parcări, Märzparkgarage cu capacitatea de 750 locuri și Stadthallengarage cu 704 locuri.
Sălile A, B și Stadthallenbad sunt administrate de către Wiener Sportstätten Betriebsgesellschaft m.b.H. Sala C este administrată de către Die EisStadthalle. Sălile D, E și F sunt administrate de către Wiener Stadthalle Betriebs- und Veranstaltungsgesellschaft m.b.H. Wiener Sportstätten Betriebsgesellschaft m.b.H., Die EisStadthalle și Wiener Stadthalle Betriebs- und Veranstaltungsgesellschaft m.b.H. sunt subsidiare ale Wien Holding Group o societate comercială a cărui acționari sunt orașul Viena și Wiener Stadterneuerungsgesellschaft, gemeinnützige Wohnbau-, Planungs- und Betreuungsges m.b.H.
Printre evenimentele găzduite de complex se numără:
- Turneul de tenis Viena Open[20];
- Turneul de badminton Austrian Open[21][22];
- Campionatul Mondial de Hochei pe Gheață Masculin din 1967[23];
- Campionatul Mondial de Hochei pe Gheață Masculin din 1977[24];
- Campionatul Mondial de Hochei pe Gheață Masculin din 1987[25];
- Campionatul Mondial de Hochei pe Gheață Masculin din 1996[26][27];
- Campionatul Mondial de Hochei pe Gheață Masculin din 2005[28];
- Campionatul European de Atletism în sală din 1970[29];
- Campionatul European de Natație în bazin scurt din 2004[30];
- Campionatul European de Handbal Masculin din 2010[31];
- Campionatul European de Volei Masculin din 2011[32][33];
- Campionatul European de Handbal Masculin din 2020[34];
- Spectacolul Wiener Eisrevue (1958-1973)[35][36][37];
- Spectacolul Artisten Tiere Attraktionen (1959-1995)[38];
- Spectacolul Holiday on Ice[39];
- Spectacolul Cavalluna[40];
- Concursul Muzical Eurovision 2015[41];
- concerte The Rolling Stones, The Beach Boys, Bee Gees, Deep Purple, The Who, Status Quo, Led Zeppelin, Uriah Heep, Neil Diamond, Queen, David Bowie, ABBA, Boney M., Carlos Santana, Dire Straits, Bob Dylan, Elton John, Nena, Yes, Tina Turner, Falco, Shirley Bassey, A-ha, Toto, Duran Duran, Prince, Depeche Mode, Gianna Nannini, The Cure, Roxette, New Kids on the Block, Aerosmith, Take That, AC/DC, ZZ Top, Backstreet Boys, Jean Michel Jarre, Jon Bon Jovi, Spice Girls, Bruce Springsteen, Lenny Kravitz, Alanis Morissette, Bryan Adams, Cher, Oasis, The Corrs, U2, Robbie Williams, Anastacia, Britney Spears, Shania Twain, Kylie Minogue, Lionel Richie, Ennio Morricone, Slipknot, Coldplay, Guns N' Roses, Sting, Katy Perry, Laura Pausini, OneRepublic, Pearl Jam, Selena Gomez, Muse, Michael Bublé, Linkin Park, Foo Fighters, Ellie Goulding, Macklemore & Ryan Lewis, Florence and the Machine, Black Sabbath, Enrique Iglesias, Shawn Mendes, Nick Cave, Charles Aznavour, Sarah Brightman, Andrea Bocelli, Ariana Grande, Dua Lipa, Louis Tomlinson, Justin Timberlake, Jonas Brothers, Andrea Berg, Richard Clayderman, André Rieu, Ayliva, Lea, The Smashing Pumpkins, Rod Stewart[39][42];

## Galerie de imagini

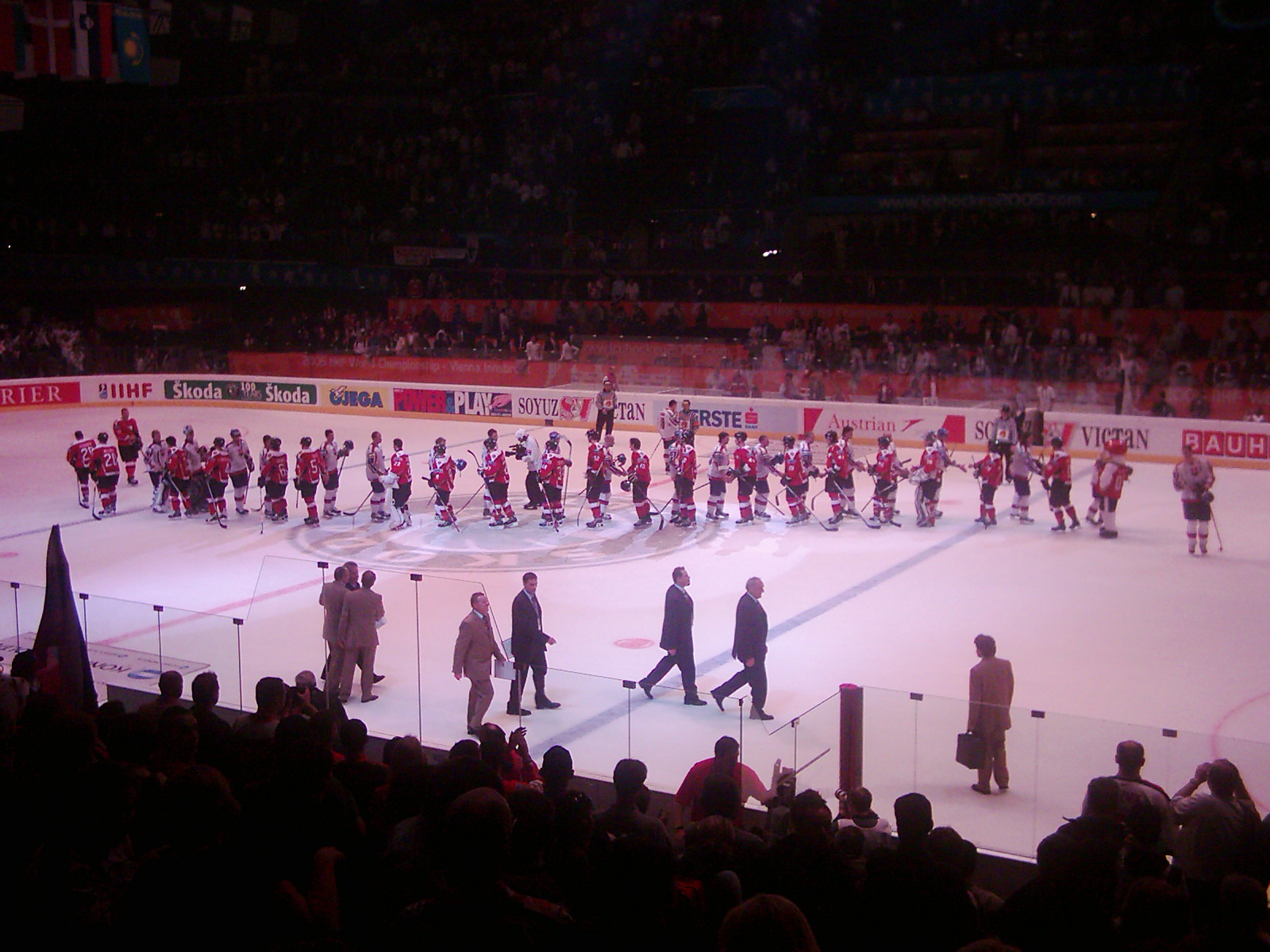
Secvență din partida Austria-Slovacia, desfășurată pe 4 mai 2005, din cadrul Campionatul Mondial de Hochei pe Gheață Masculin din 2005.
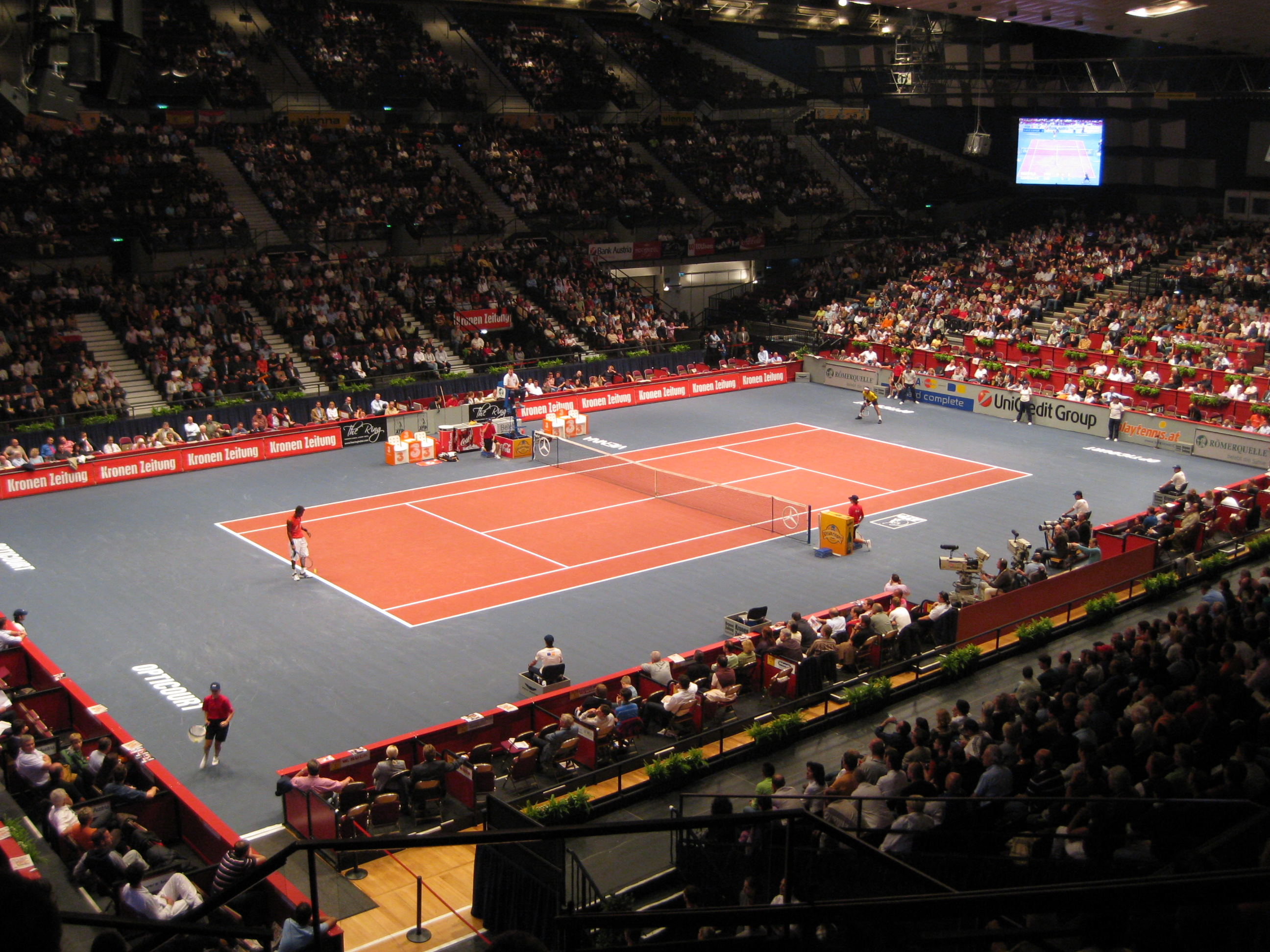
Meci de tenis, desfășurată pe 10 octombrie 2008, din cadrul turneului Bank Austria-TennisTrophy 2008, redenumit în 2011 Viena Open.
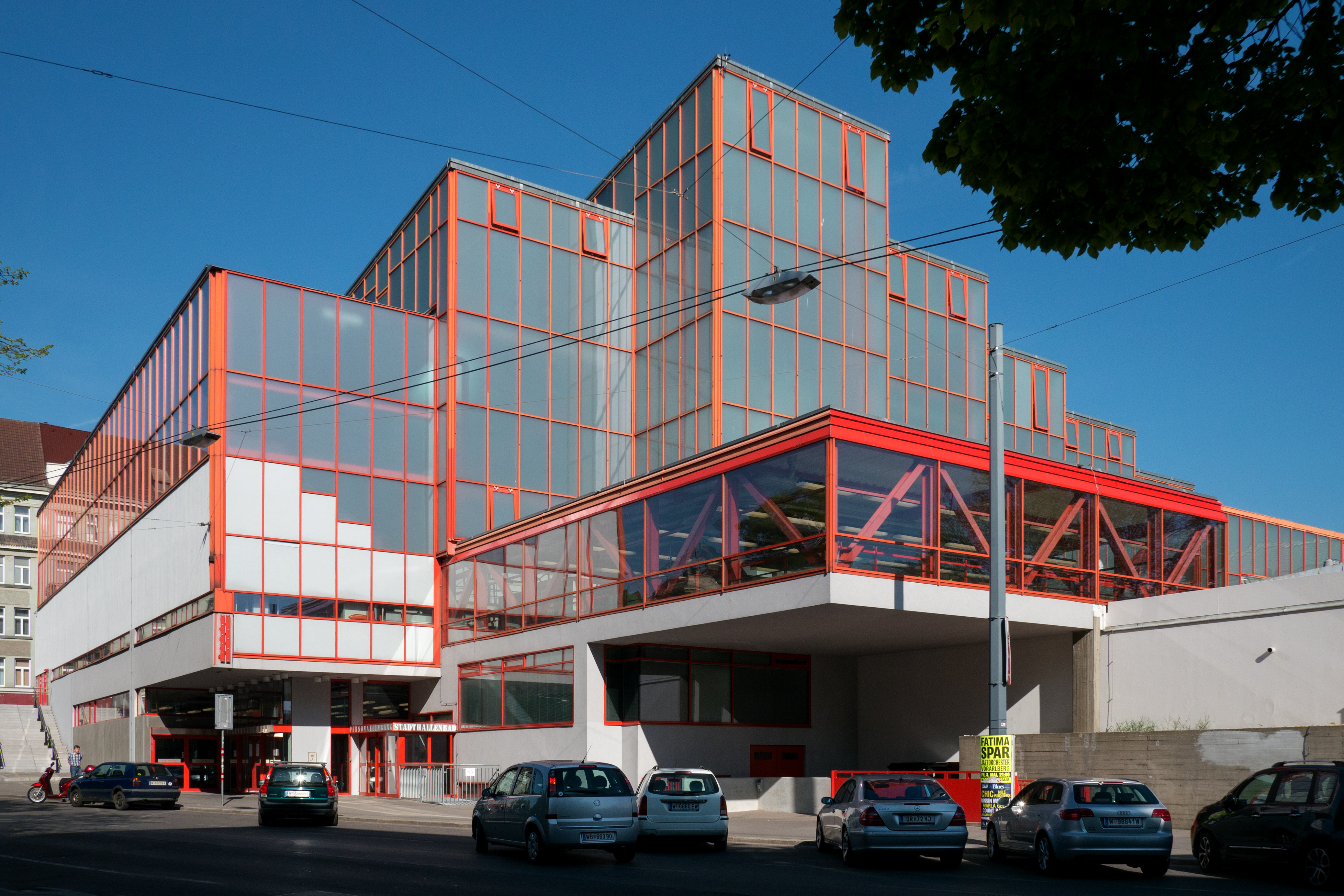
Wiener Stadthalle Stadthallenbad.
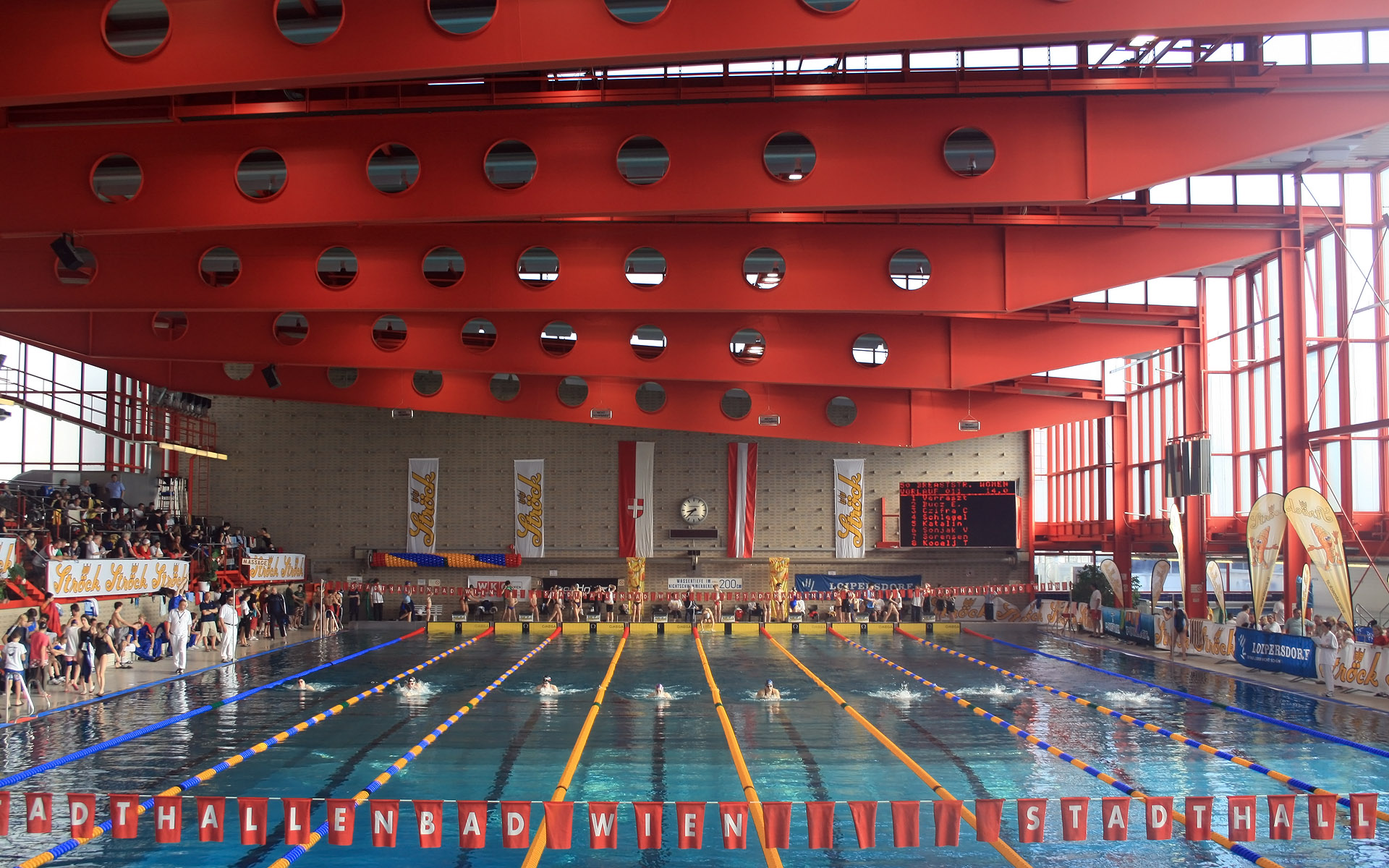
Wiener Stadthalle interiorul Stadthallenbad.
Wiener Stadthalle Sala D.
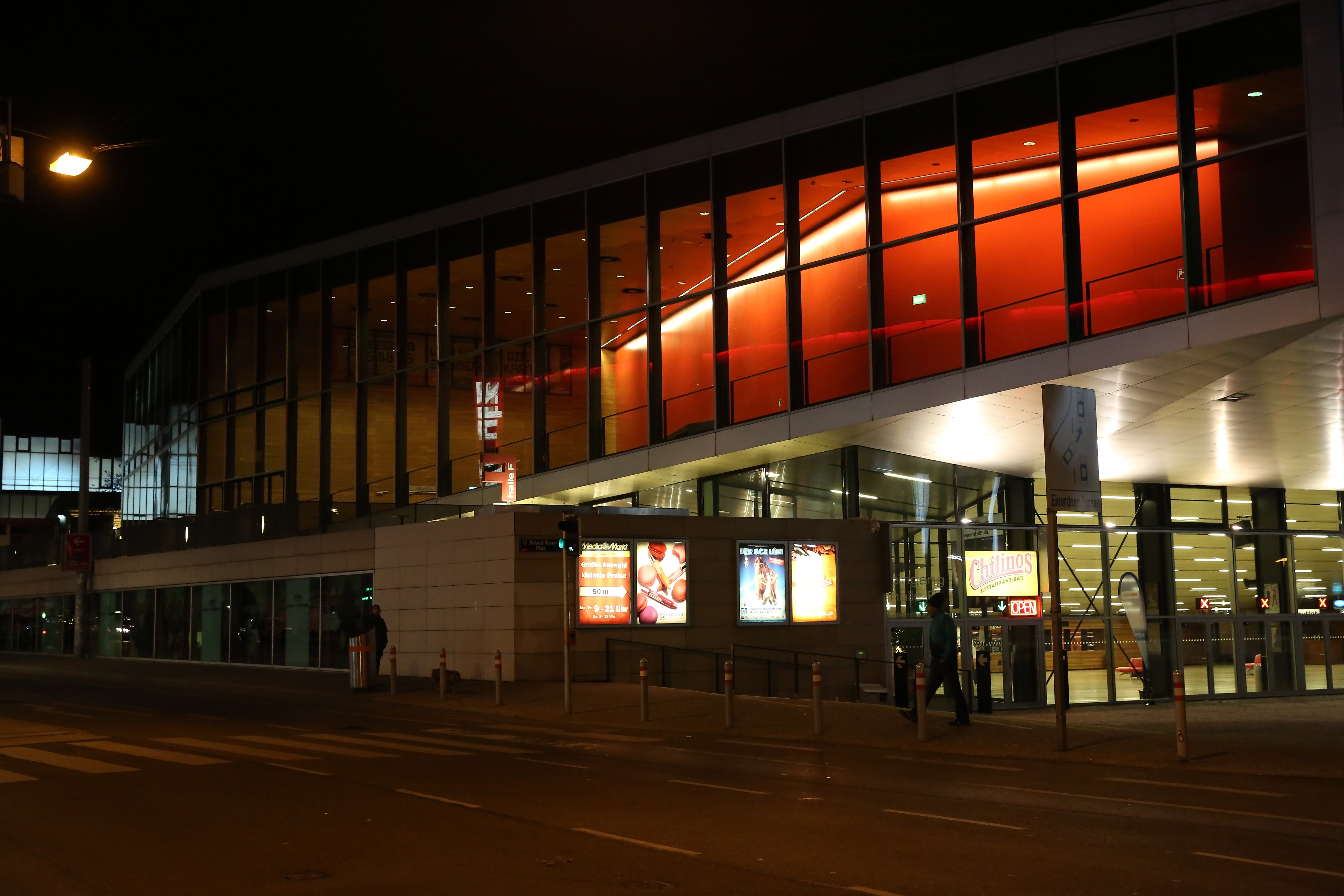
Wiener Stadthalle Sala F.
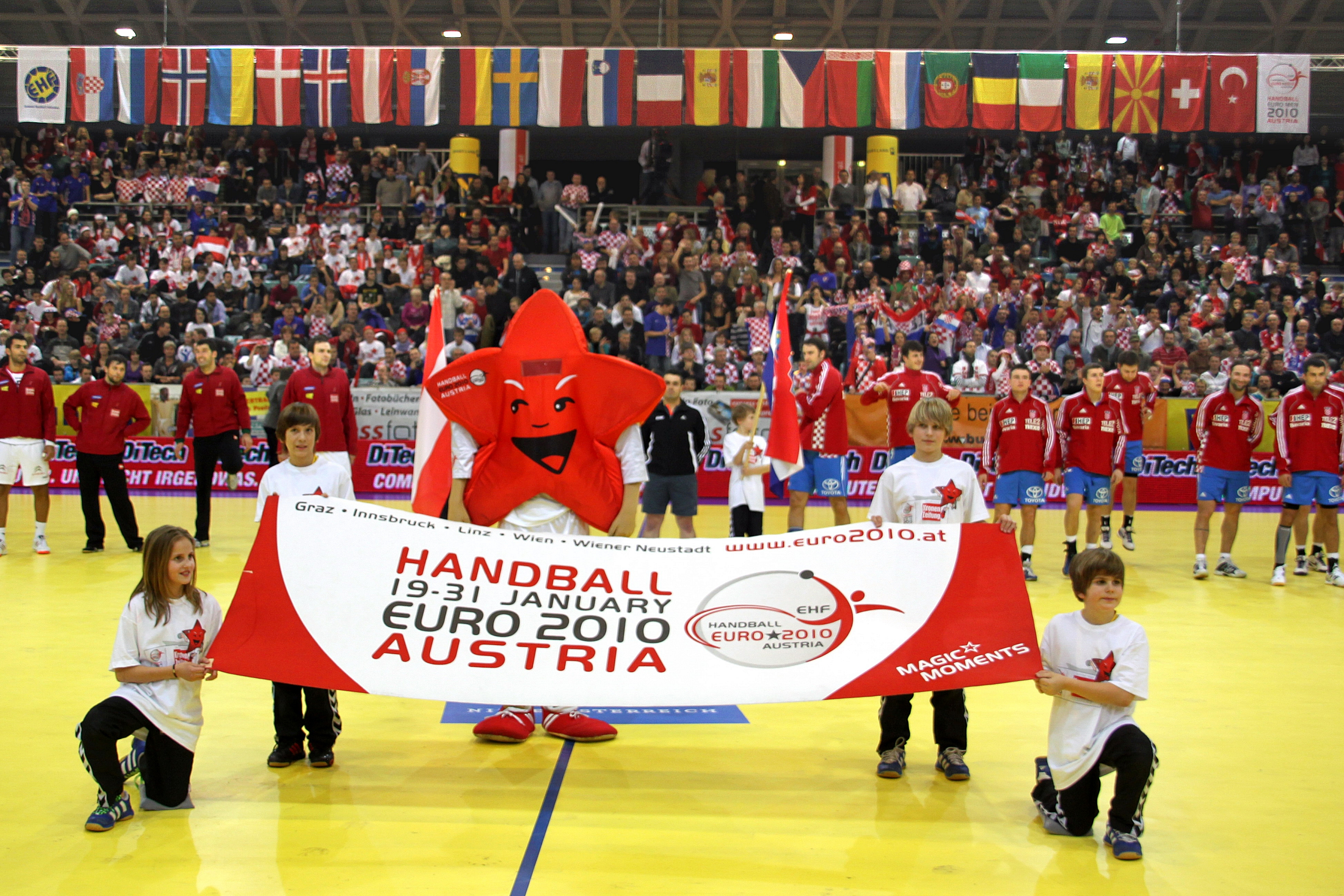
Secvență din partida Croația-Austria, desfășurată pe 26 ianuarie 2010, din cadrul Campionatul European de Handbal Masculin din 2010.
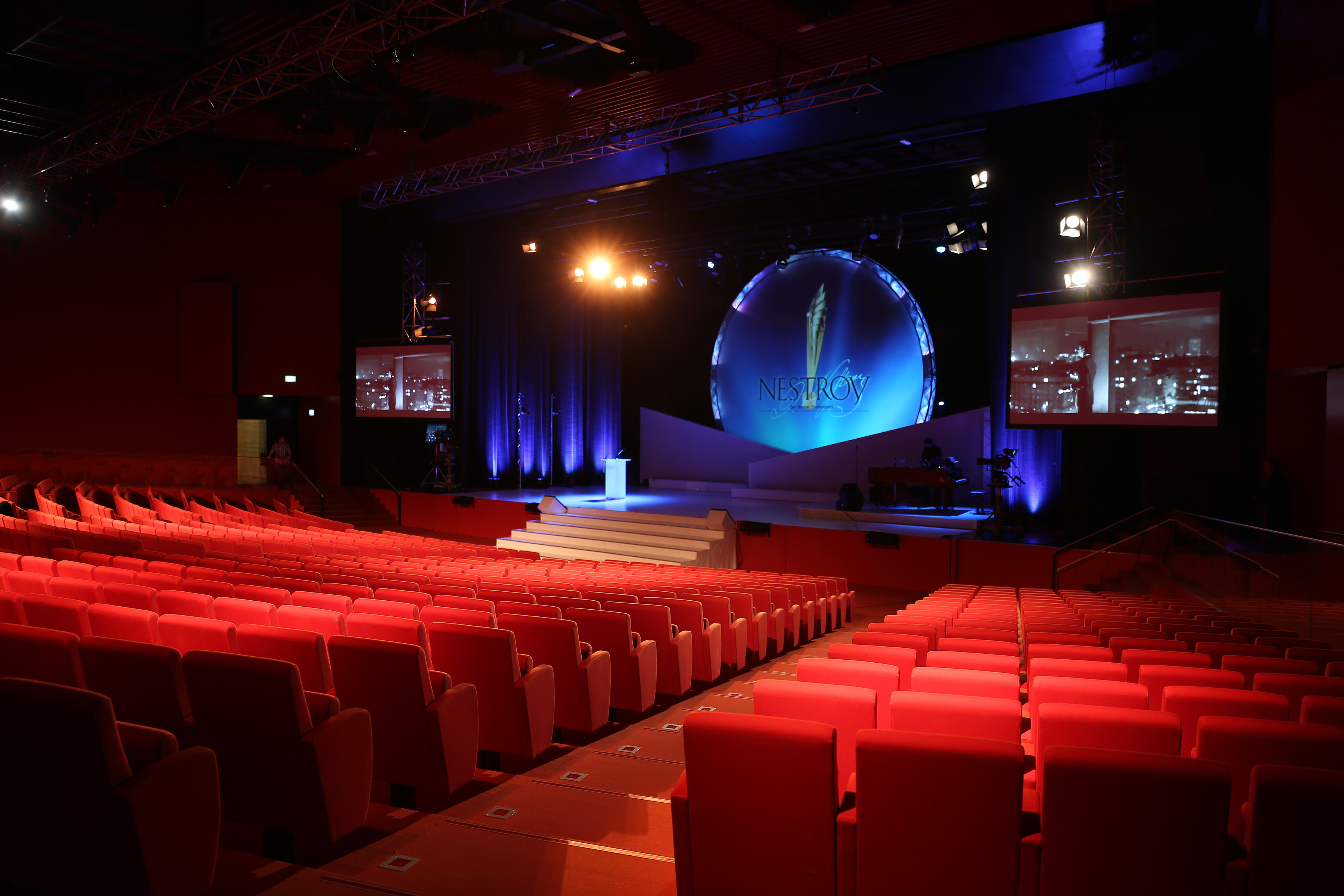
Wiener Stadthalle Sala F în timpul Premiilor Teatrale Nestroy 2013.
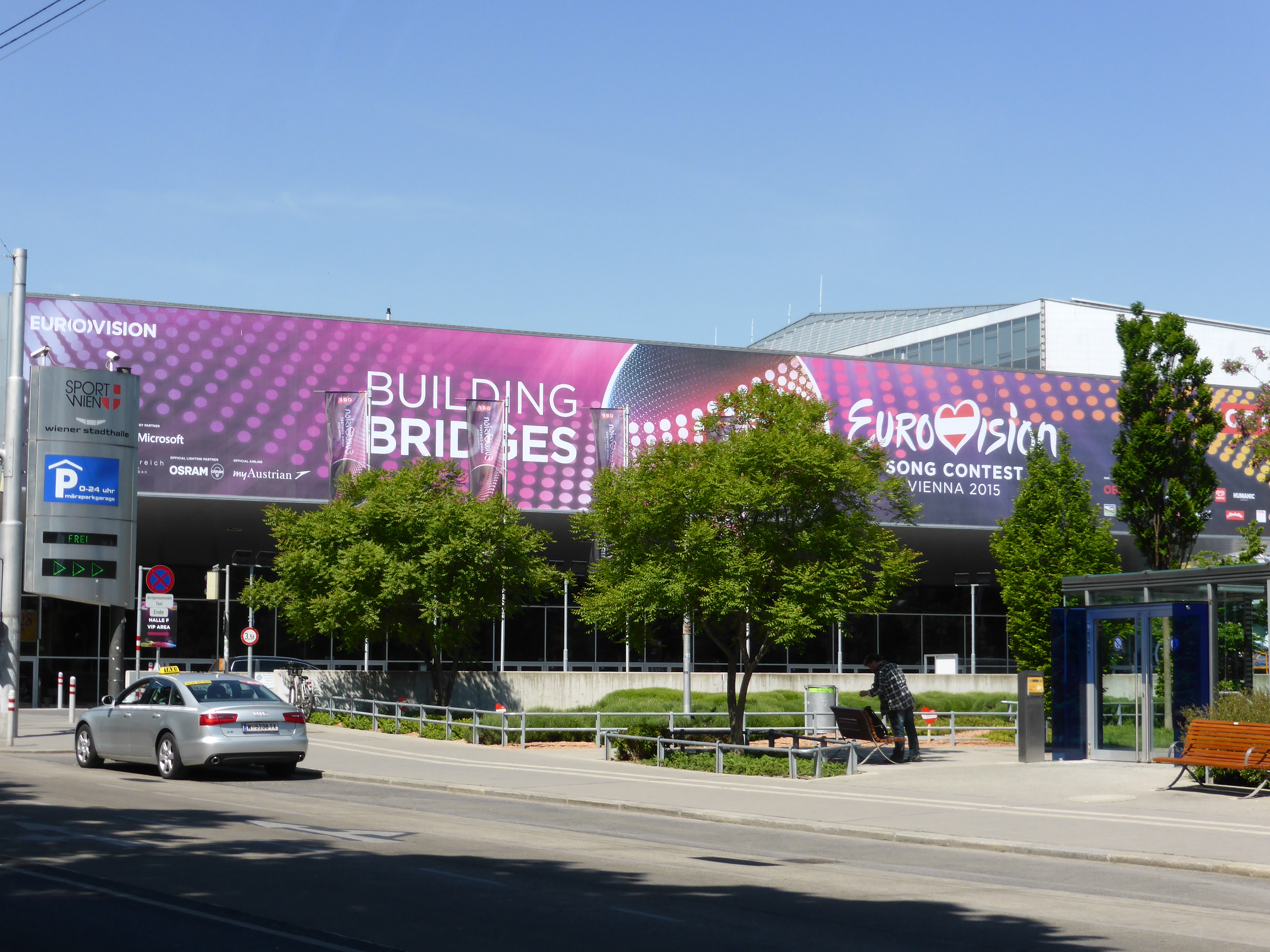
Wiener Stadthalle Sala D în timpul Concursul Muzical Eurovision 2015.
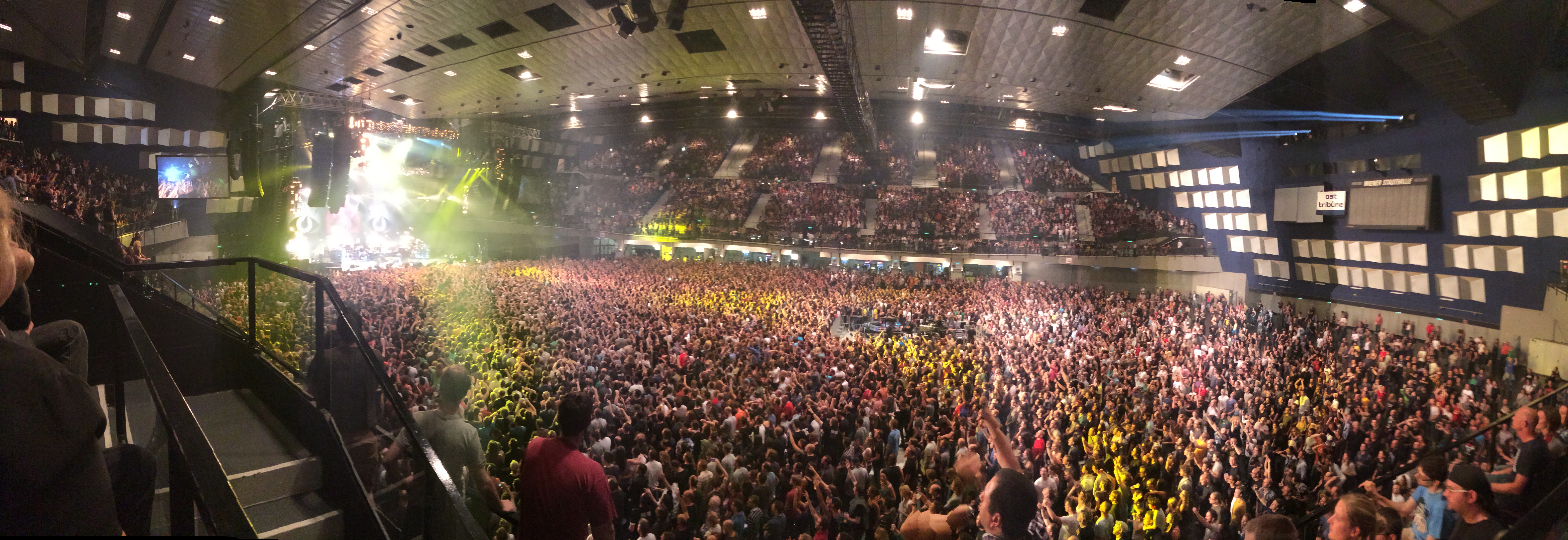
Concert Pearl Jam, susținut pe 25 iunie 2014, din cadrul turneului Lightning Bolt Tour.
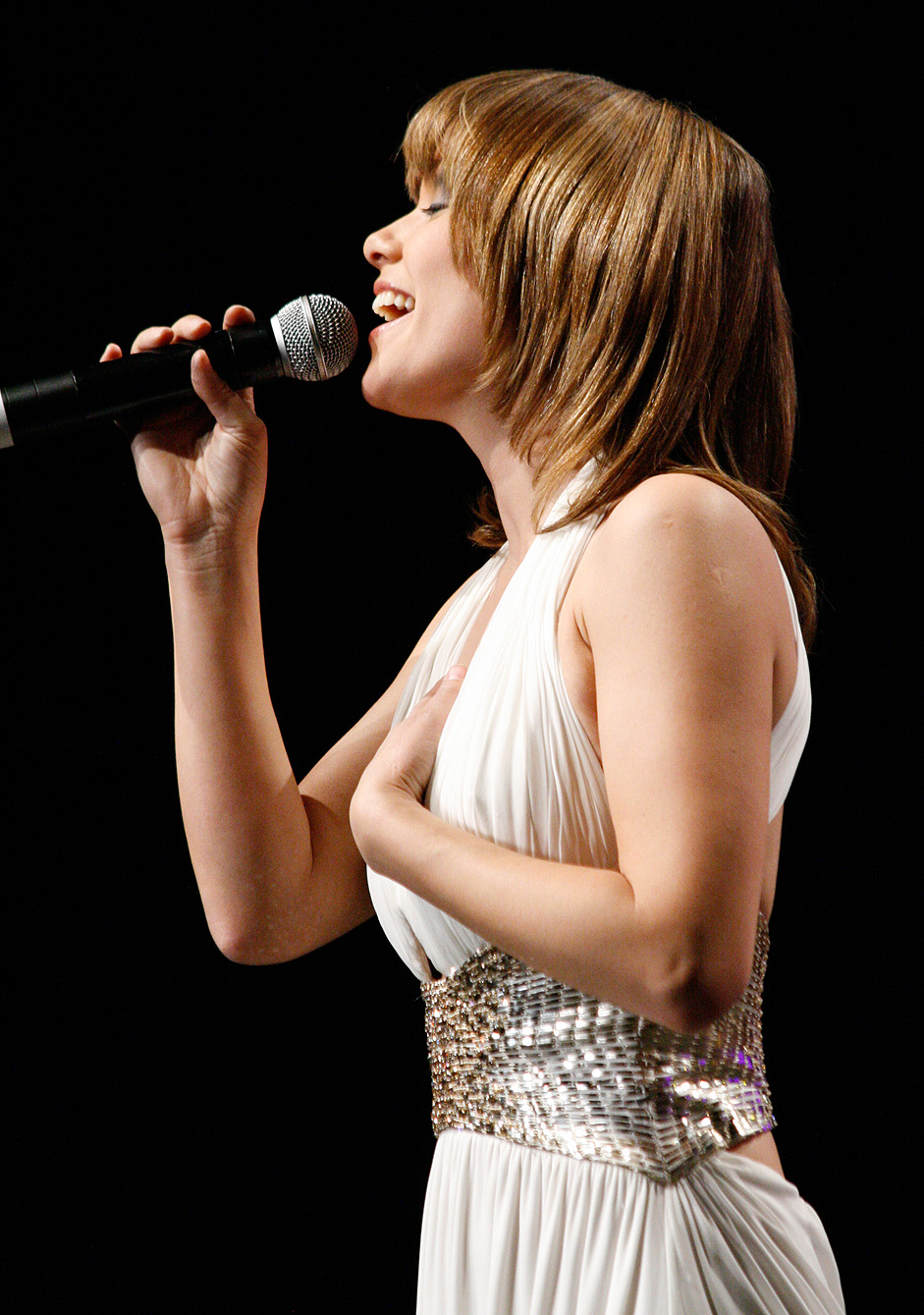
Cântăreața elvețiană Francine Jordi, pe 27 februarie 2010, în cadrul spectacolului Musikantenstadl-Tournee Wien 2010.
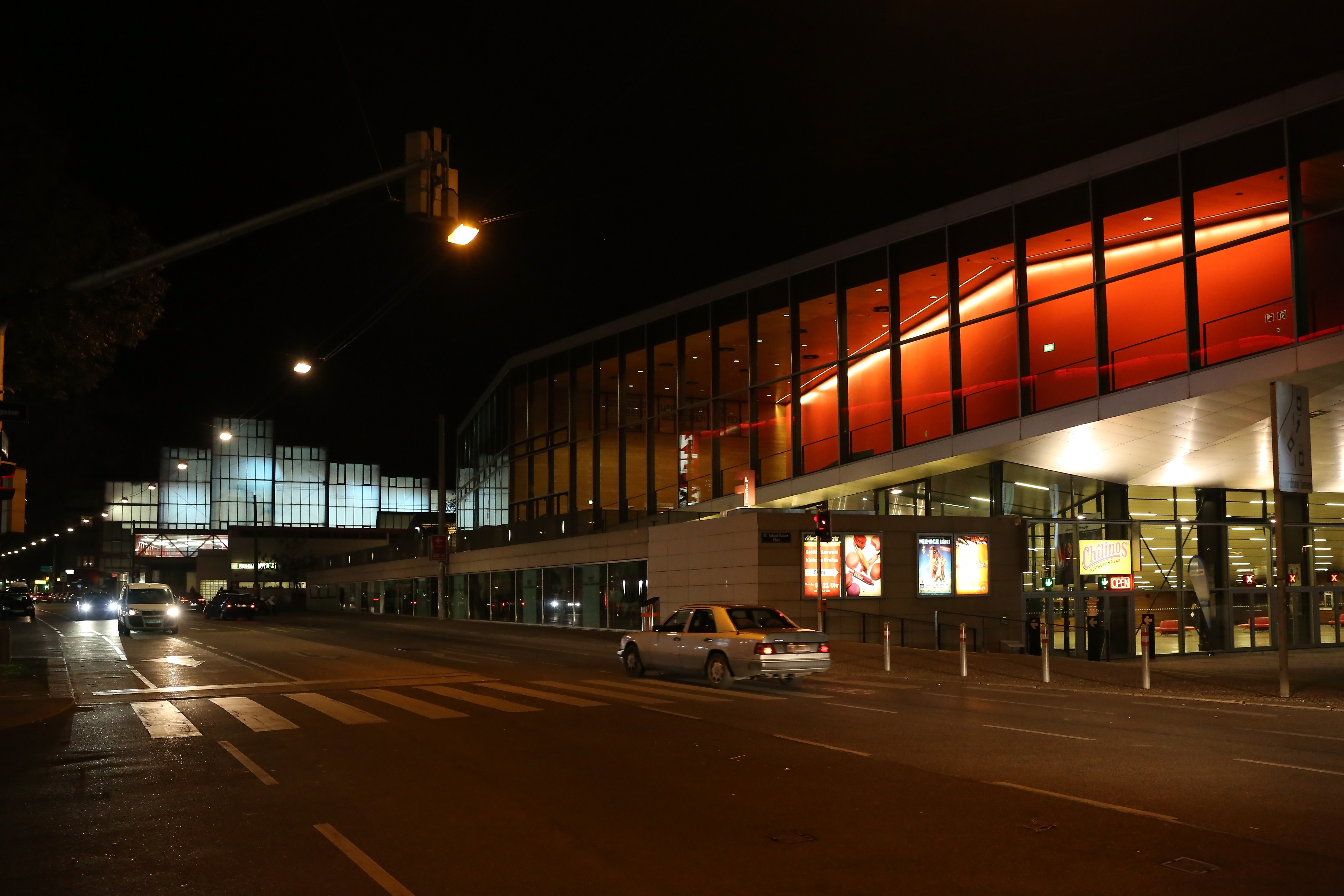
Wiener Stadthalle Sala F și Stadthallenbad.
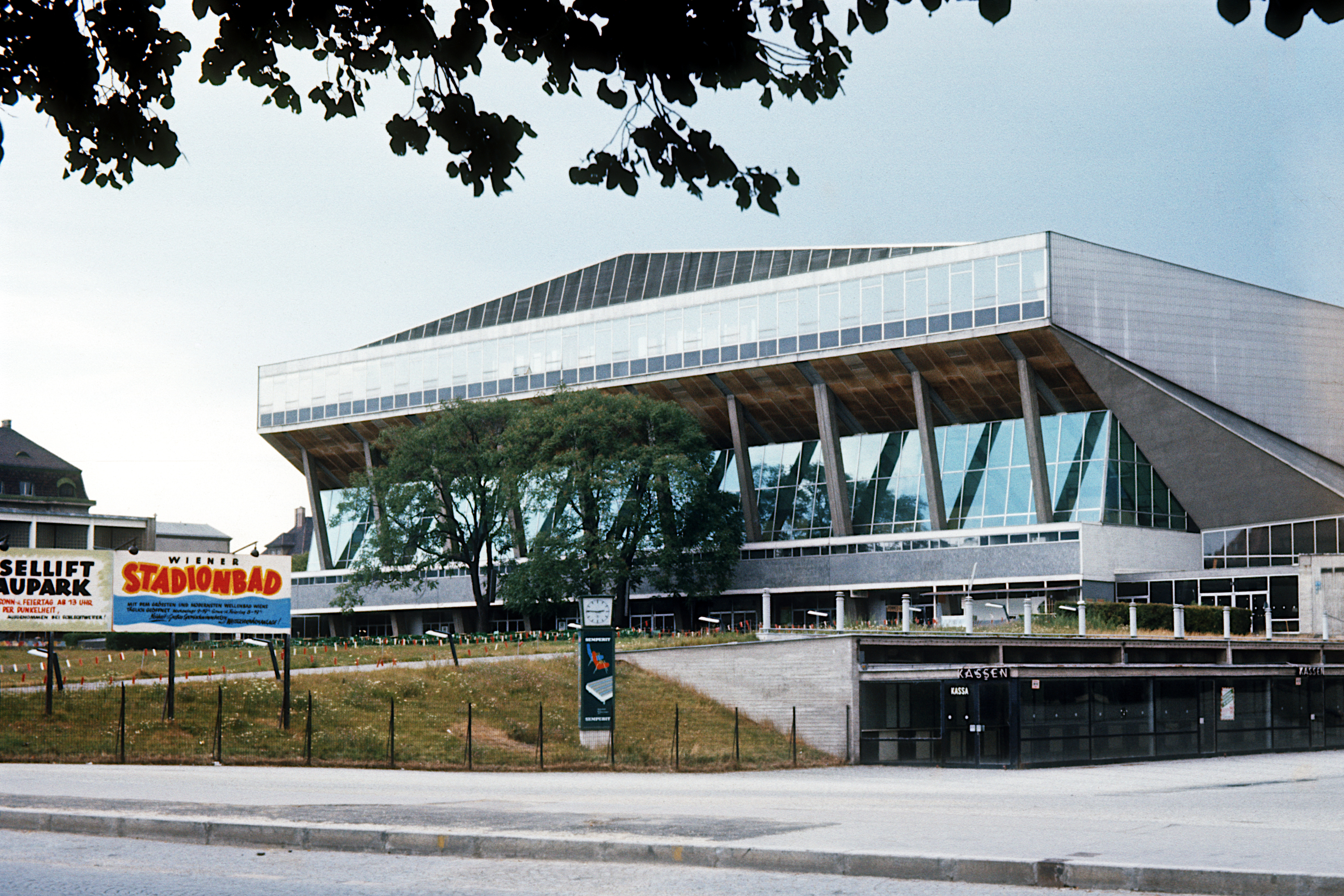
Wiener Stadthalle Sala D în 1972.